# Elizabeth Cemborain
Elizabeth Cemborain Valarino (nacida en Caracas, Venezuela, el 1 de octubre de 1959) es una artista visual y arquitecto venezolana. Se destaca por sus obras en fotografía digital, Videoarte, e investigaciones en el campo del glitch.

### Biografía
Nació en la parroquia La Candelaria, Caracas. Es hija de Manuel Cemborain y Elizabeth Valarino quienes la educaron con mucho estímulo para desarrollar sus habilidades para el dibujo. Durante sus estudios de primaria y secundaria, sus padres y profesores alentaron su pasión por el dibujo. Cemborain colaboró en la publicación de las revistas escolares,mediante ilustraciones y caricaturas e inventó un personaje de tira cómica llamado Gork. Ganó algunos concursos de pintura y continuó estudiando con varios profesores de arte.
En 1977 ingresa a la Facultad de Arquitectura y Urbanismo de la Universidad Central de Venezuela en Caracas, graduándose de Arquitecto en 1982, siendo la primera en su promoción. Labora durante algunos años en el desaparecido Ministerio de Desarrollo Urbano, conocido como MINDUR, ubicado en Parque Central en el Departamento de Proyectos Deportivos y Recreacionales. Con el equipo de este Departamento, desarrolló dos proyectos que ganaron menciones honoríficas en la Bienal mundial de Arquitectura, Bulgaria en 1987 y 1989. Paralelamente, colaboró en varias ediciones de la revista Clips realizando cómics con su personaje Gork. Junto a colaboradores y diseñadores de esta publicación, participó en exposiciones colectivas entre 1987 y 1989, en la Galería Fantoches, La Alianza Francesa y en el entonces Museo de Arte La Rinconada, ahora Museo Alejandro Otero.
En 1991 comienza a estudiar en la Escuela de Artes Visuales Cristóbal Rojas en Caracas. Egresa en 1994 como Técnico en Artes Visuales, mención Arte Puro, opción Dibujo y Pintura, siendo su tutor de tesis el artista Pedro Terán. En 2009 realiza el Taller de Dirección de Arte y Comunicación Visual I en Metacarpo Producciones, Gran Cine, Caracas. Continúa su formación al participar en seminarios dentro y fuera del país y en 2018 culmina el Diplomado de Arte Contemporáneo en la Universidad Metropolitana.
Desde 1992 a la actualidad participa continuamente en exposiciones colectivas en galerías, museos, centros culturales y ferias de arte, así como ha realizado varias exposiciones individuales. Su obra se encuentra en la colección de Videoarte de la Sala Multimedia del Museo De Arte Contemporáneo de Caracas, dentro del grupo de artistas fundadores. Forma parte de colecciones privadas en España, Estados Unidos, Inglaterra y Venezuela, manteniendo presencia activa en publicaciones impresas y electrónicas.

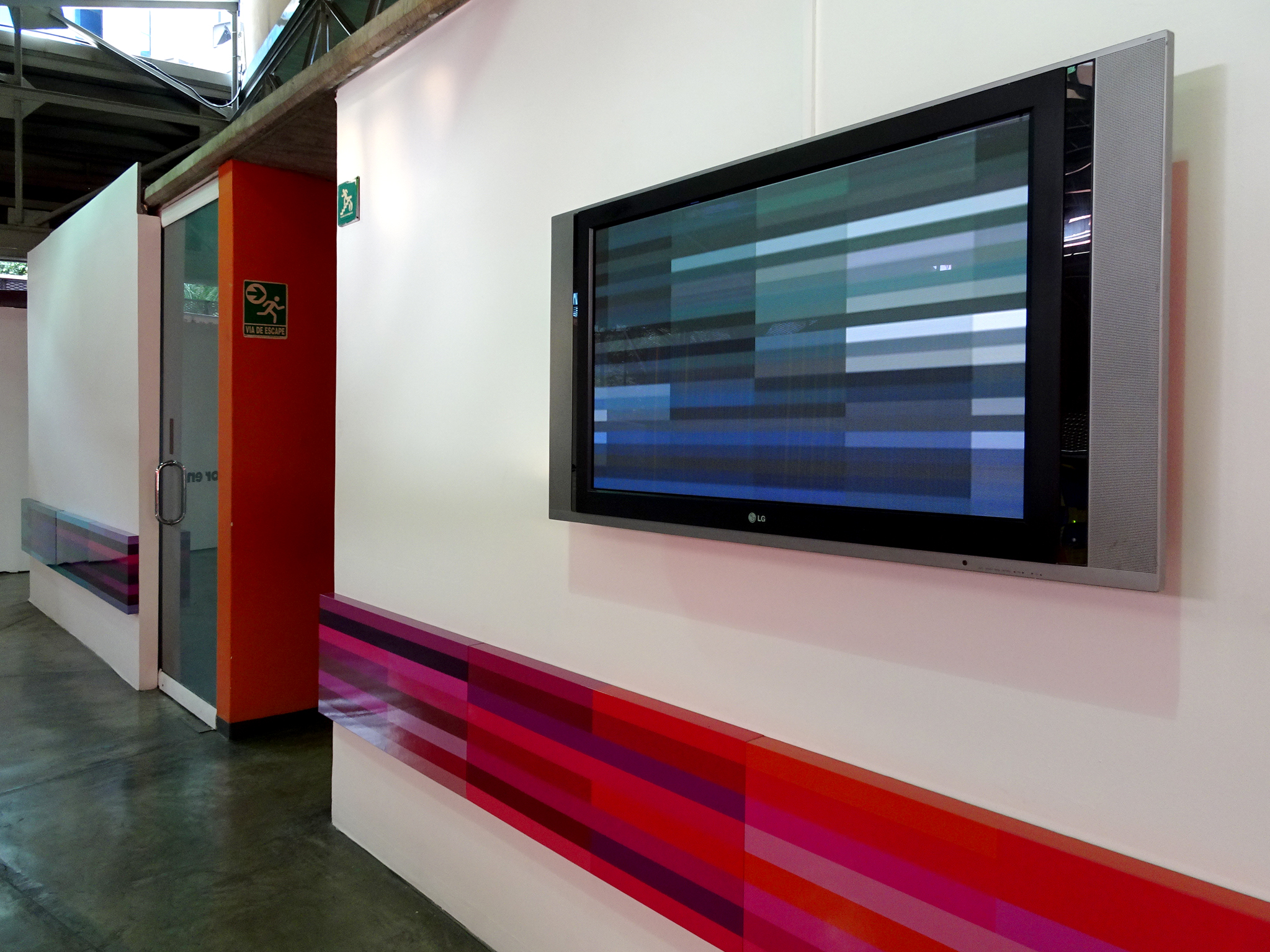
Elizabeth Cemborain. Obra Santa Lucía en la exposición Color en tres realizada en La Caja - Centro de Investigación Visual del Centro Cultural Chacao, Caracas, 2016. Curaduría: Susana Benko

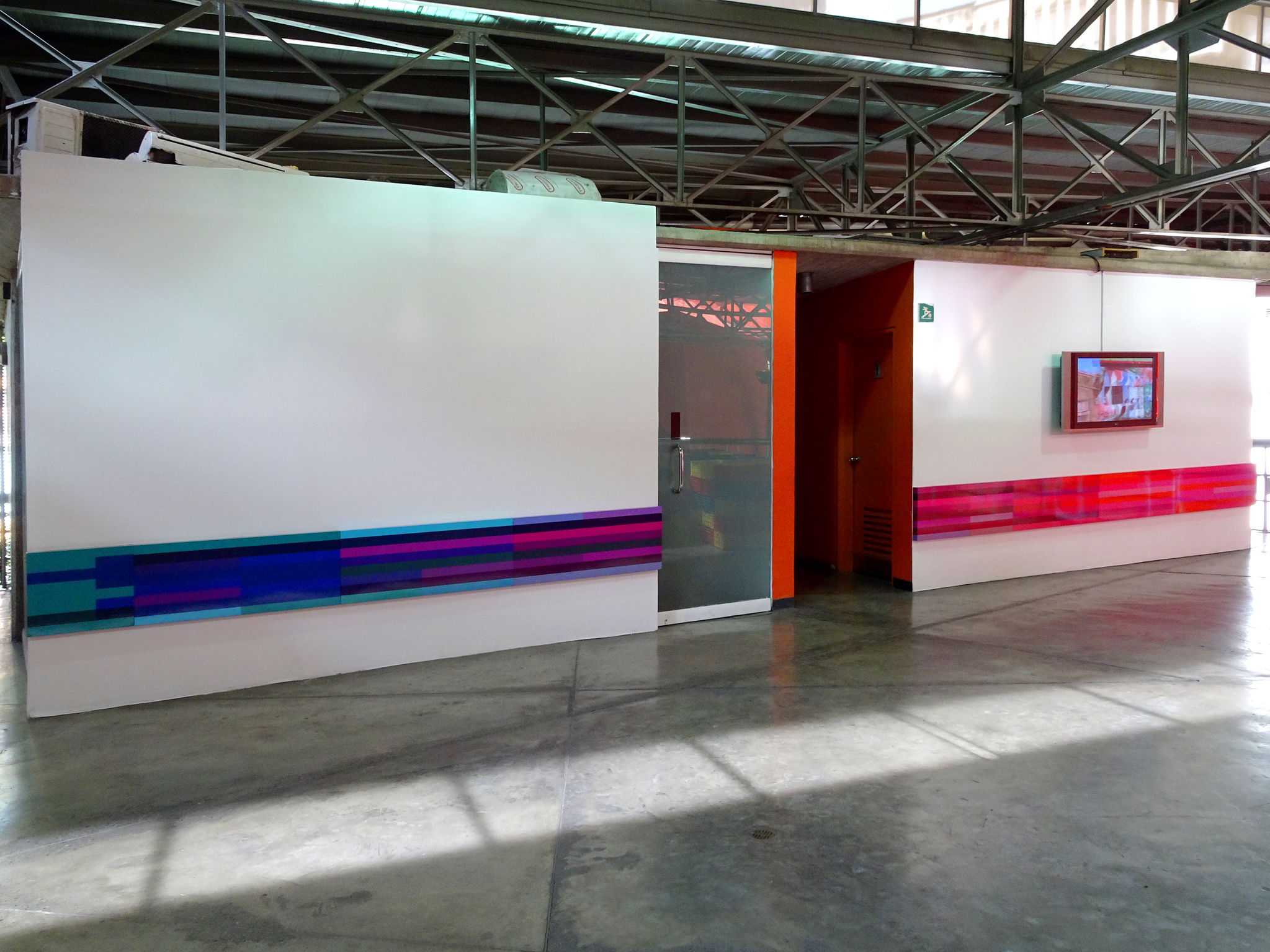
Elizabeth Cemborain. Obra Santa Lucía en la exposición Color en tres realizada en La Caja - Centro de Investigación Visual del Centro Cultural Chacao, Caracas, 2016. Curaduría: Susana Benko

### Obra

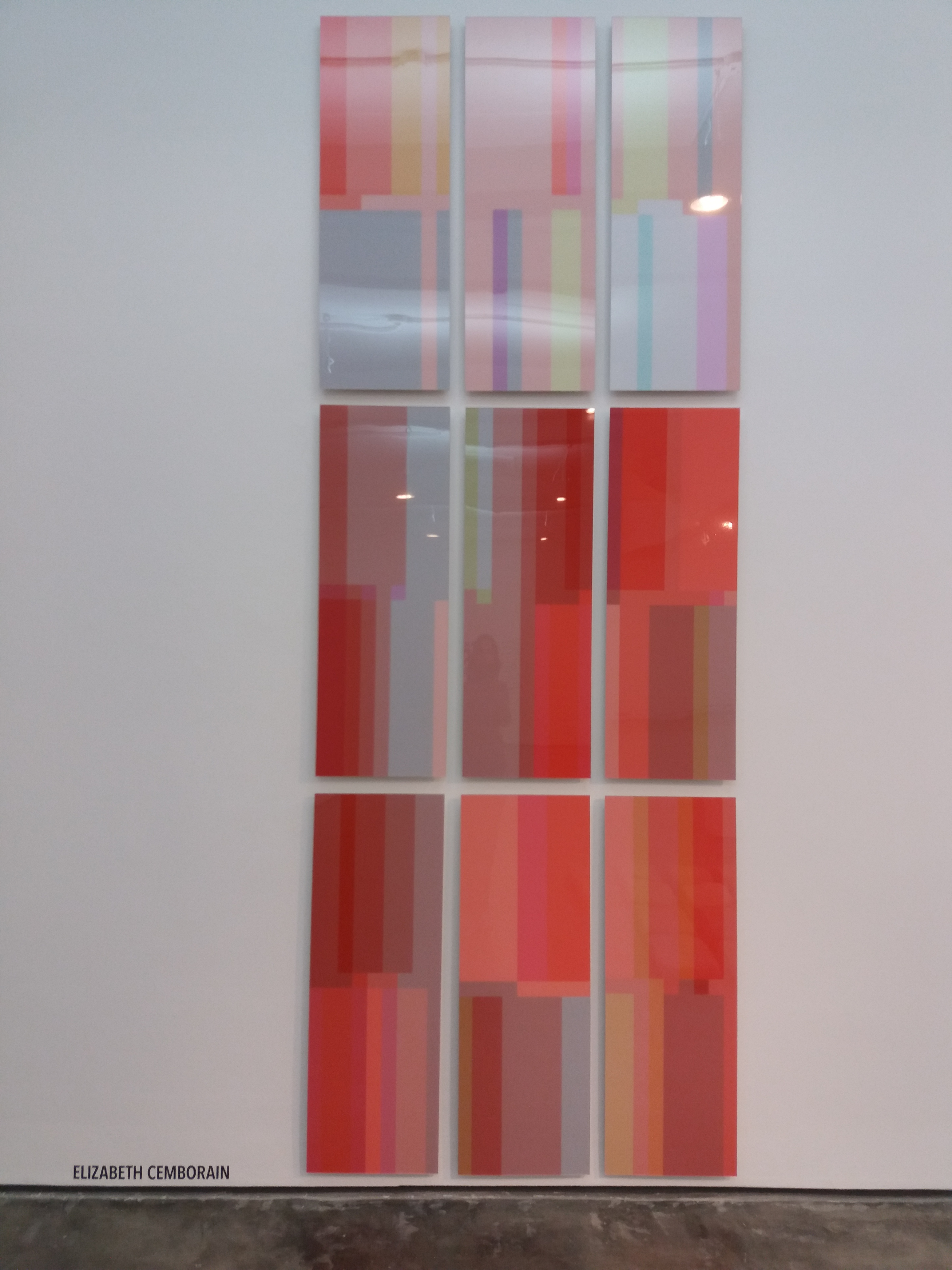
Elizabeth Cemborain. Obra Tablones de Miami (2018) en la exposición El lenguaje del color realizada en la Galería Espacio Monitor, Centro de Arte Los Galpones, Caracas, 2018. Curaduría: Miguel Miguel García

El paisaje urbano ha estado presente en el trabajo de Cemborain, desde sus pinturas iniciales hasta la obra actual, a través de su investigación sobre el lenguaje visual generado por los medios digitales.  Mientras transita la ciudad, va haciendo registros mediante fotografías y videos alcanzados en movimiento. De este modo, su procedimiento consiste en ir de lo general a lo particular: mayor es el acercamiento, mayor es el grado de abstracción de la imagen. De las ampliaciones de los fotogramas obtenidos, obtiene un paisaje sintético compuesto de franjas, colores y ritmos propios de cada experiencia urbana. Esta experiencia es palpable en sus diversos videos, realizados en lugares o ciudades específicos cuyos colores se evidencian en estos registros. Así, la artista ha registrado espacios dinámicos y lumínicos como Time Square en Nueva York, el Puente sobre el Lago de Maracaibo en el estado Zulia, en Venezuela, Santa Lucía -una calle muy colorida de la ciudad de Maracaibo-, así como recientemente las calles y vecindarios de Miami. Por otra parte, de estos videos, la artista selecciona algunos fotogramas que evidencian patrones de color que luego ella amplía, fija y transfiere a obras bidimensionales conformando así su serie de Tablones, muchos de los cuales los ha realizado en homenaje al artista Alejandro Otero.  Durante el proceso de edición del material digital , ha incorporado los errores tecnológicos o Glitch que se han generado en algunas de sus propuestas. Éstos errores del sistema, lejos de ser desechados por la artista, son por el contrario, incorporados a su obra y actualmente forman parte de su investigación visual. A partir de entonces parte del desarrollo de su trabajo se inserta en el llamado glitch-art.
Por otra parte, lo que se inició como un tributo a Alejandro Otero a través de sus tablones, continúa actualmente con la obra de otros artistas contemporáneos. Así Elizabeth Cemborain realiza una serie de 'diálogos' creando animaciones y pixelaciones dinámicas a partir de imágenes de obras de otros artistas. Muchas de estas reinvenciones las publica en su cuenta de Instagram.

### Exposiciones

#### Individuales recientes
- 2015 Interlaces del paisaje Viloria Blanco Galería, Maracaibo.[9]
- 2011 Luminiscencias GBG Arts Galería, Caracas.[10]

#### Colectivas recientes

##### 2018
- Micro Relatos - Espacio Cinco Galería, Caracas[11]
- L’ Atelier des Amis - Sala Magis, Centro Cultural UCAB, Caracas[12]
- El lenguaje del color - Espacio Monitor, Centro de Arte los Galpones, Caracas[13]
- Pixeles - Imago Art  in Action y GBG Arts. Miami, USA[14]

##### 2017
- Abstracción: Atracción - GBG Arts Galería, Caracas[15][16]
- Arte - UCAB - Imago Art in Action y GBG Arts. Miami, USA[17]
- Arte 17 - Viloria Blanco Galería, Maracaibo
- Urban Sights - Encounters Art Space, Artists Open House. Brighton, Inglaterra[18]
- Re-Visiones - Espacio Cinco Galería, Valencia[19]

##### 2016
- Abstracción Creación - Viloria Blanco Galería, Maracaibo
- Bienal 68 Salón Arturo Michelena - Gabinete del Dibujo y la Estampa, Valencia
- Giro Libre - Espacio Cinco Galería, Valencia
- Color en tres - La Caja 2, Centro Cultural Chacao, Caracas[20]
- Arte latinoamericano - Viloria Blanco Galería, Maracaibo

##### 2015
- Formato Pixeles - GBG Arts Galería, Caracas
- Soporte Fotográfico - Spazio Zero Galería, Caracas
- Colectiva 07-15 - Spazio Zero Galería, Caracas
- 3 por 1- Parenthesis Galería, Centro de Arte los Galpones, Caracas

##### 2014
- Rapsodia 39 Galería, Caracas
- Caracas Flash Video espacios - Centro de Arte Los Galpones, Caracas
- Hacia El Plano Verde - Centro de Artes Integradas, Caracas